# رود لیارد
 رود لیارد رودی است به رود مکنزی می‌ریزد. این رود از کشور کانادا می‌گذرد.